# Алтер (Бельгия)
Алтер (нидерл. Aalter) — город и коммуна в Бельгии, в провинции Восточная Фландрия. На 1 января 2007 года общая численность населения была 18 887 человек. Общая площадь составляет 81,92 км², плотность населения — 231 чел./км ².
Расположен между городами Брюгге и Гент, рядом с автомагистралью А10, свзывающей Остенде с Гентом и Брюсселем.
Мэр города (на декабрь 2011 года) — Питер де Крем (en:Pieter De Crem), с 21 декабря 2007 года совмещающий эту должность с постом министра обороны федерального правительства Бельгии. Впервые де Крем был избран на должность мэра Алтера в 1994 году, и позднее, в 2000 и в 2006 году переизбирался. До него бургомистром Алтера с 1959 года был его отец Ян де Крем. В связи с ролью семьи де Крем в Алтере ратушу города в обиходе называют Кремлем (нид. Kremlin).

## История
Первое упоминание Алтера относится к 974 году. Этимология названия города остаётся предметом споров, в разные времена он носил такие имена как Haltra, Haleftra, Haltre, Haelter, Haeltert, и нынешнее название окончательно устоялось лишь к XVIII веку.
Важную роль в развитии города сыграло строительство в 1613—1623 годах канала Брюгге. В 1775 году в Алтере появился первый мост, а в 1838 году сюда пришла железная дорога.
В годы Второй мировой войны город оказался на оккупированной вермахтом территории. Освобождён Алтер был в 1944 году бойцами польской Первой танковой дивизии (в городе есть памятник польским солдатам). Послевоенные годы для города ознаменовались открытием в 1962 году крупного индустриального парка площадью свыше 125 га. В 1977 году к территории города были присоединены населённые пункты Беллем, Лотенхулле и Поке. В 2006 году власти Алтера совместно с Microsoft впервые в Бельгии начали реализацию концепции «цифрового города».

## Фотографии

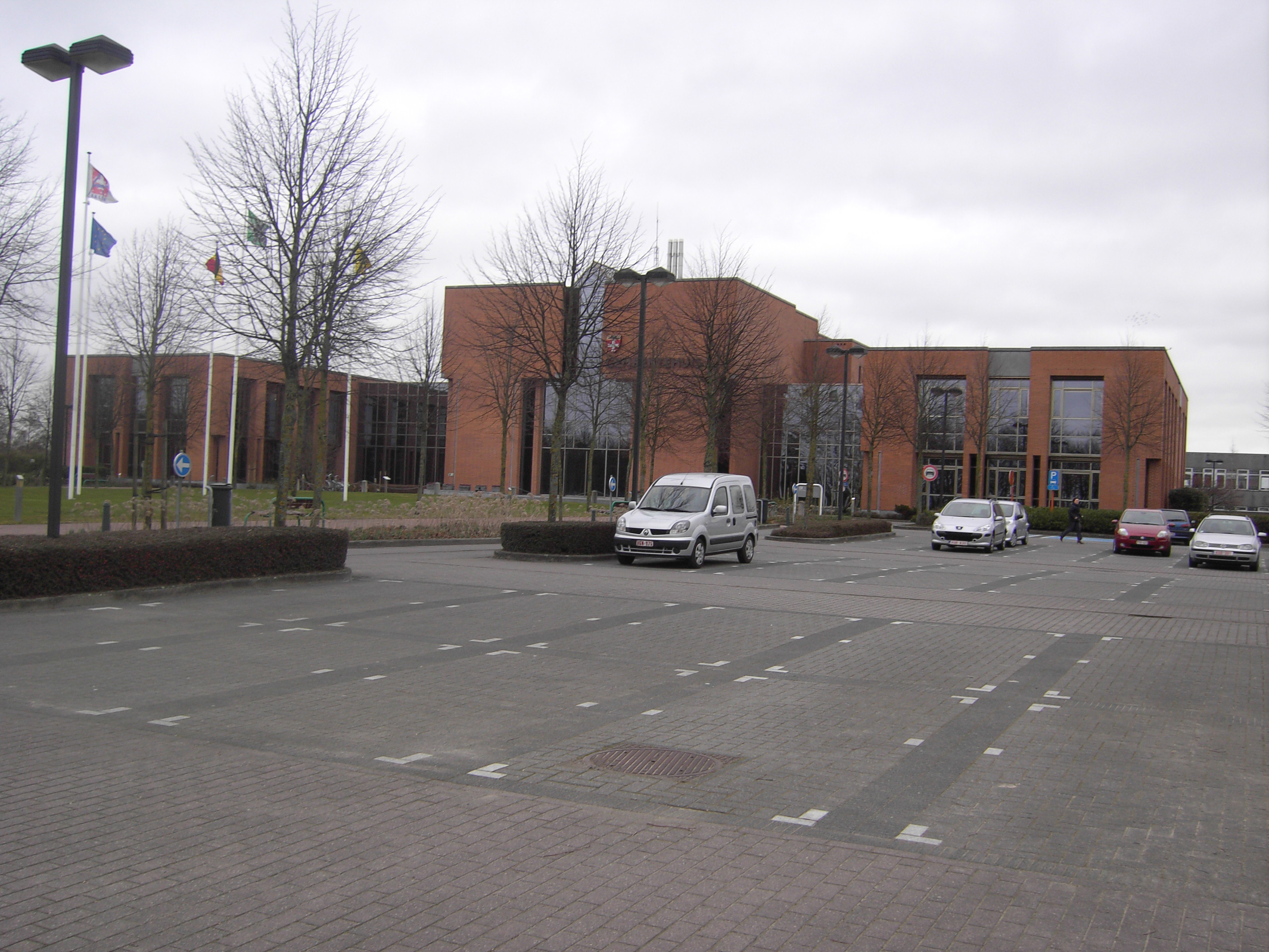
Ратуша
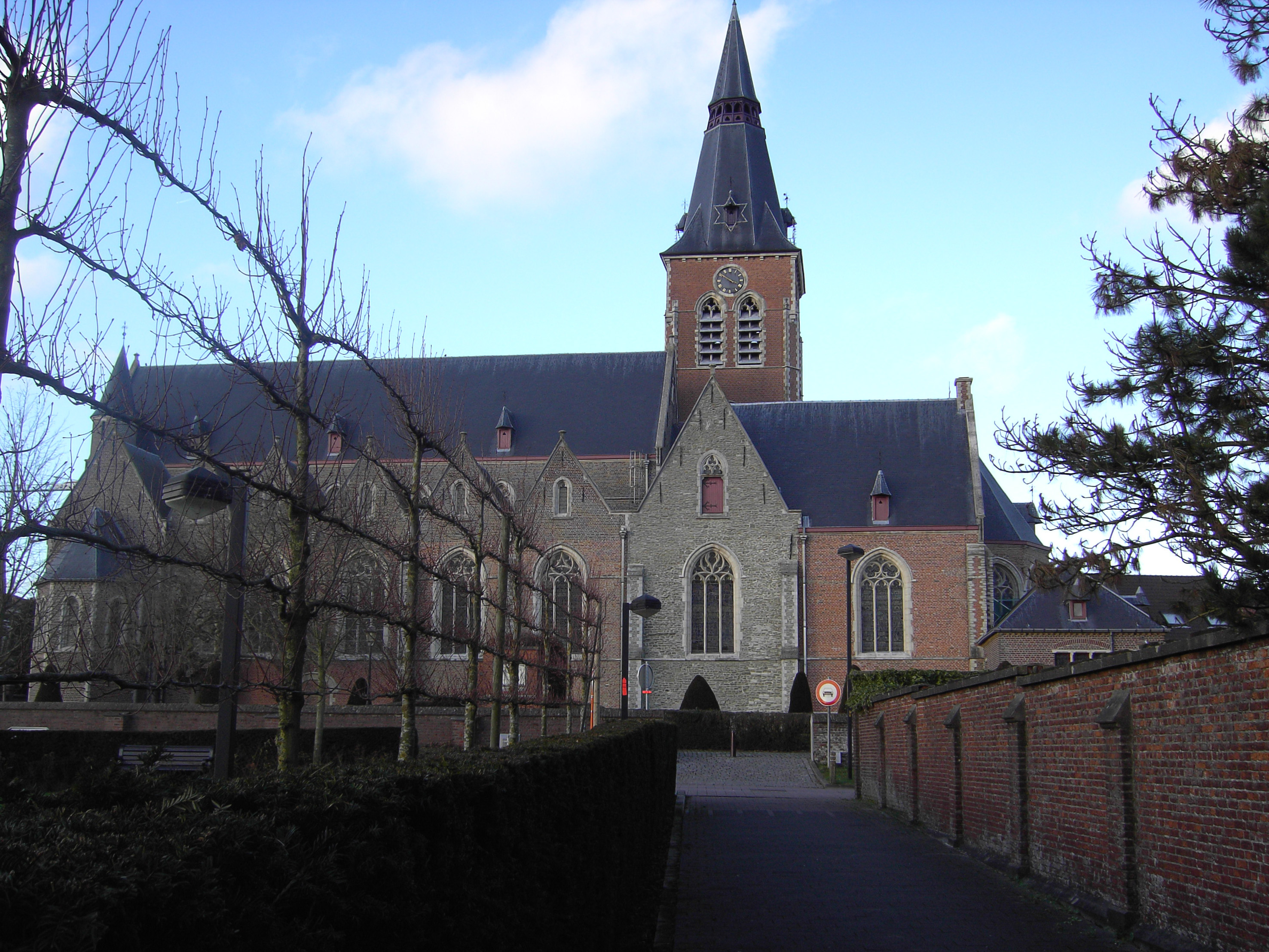
Церковь Святого Корнелия
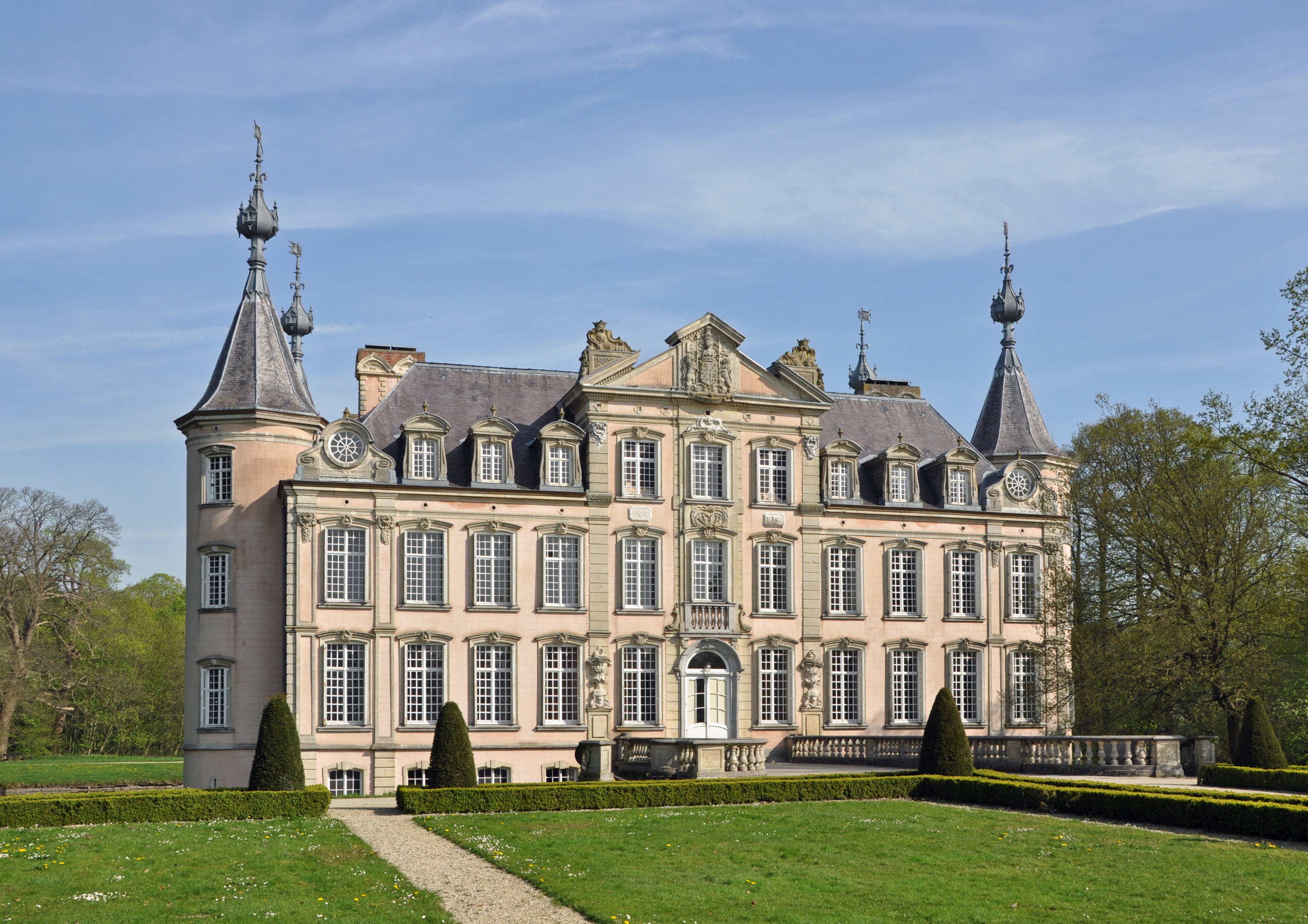
Замок Пуке